# Охрончук Владислав Володимирович
Владислав Володимирович Охрончук (нар. 14 липня 1997) — український футболіст, захисник польського клубу ЛКС (Лодзь).

## Життєпис
Вихованець київського «Динамо», у футболці якого виступав з 2004 по 2010 рік. Окрім «динамівців» у ДЮФЛУ виступав також з 2011 по 2014 рік за столичний «Атлет». Дорослу футбольну кар'єру розпочав 2015 року в київському «Локомотиві». У 2016 році грав за збірну Київської області. Першим професіональним клубом у кар'єрі футболіста став ковалівський «Колос», але 28 лютого 2017 року відправився до «Поділлям» (Хмельницький). У футболці хмельницького клубу дебютував 25 березня 2017 року в програному (1:4) виїзному поєдинку 22-го туру Другої ліги України проти кременчуцького «Кременя». Владислав вийшов на поле в стартовому складі та відіграв увесь матч. Дебютним голом у дорослому футболі відзначився 13 травня 2017 року на 38-й хвилині переможного (3:2) домашнього поєдинку 30-го туру Другої ліги України проти білоцерківського «Арсеналу-Київщина». Охрончук вийшов на поле в стартовому складі та відіграв увесь матч. У складі хмельницького клубу зіграв 21 матч у Другій лізі України, в яких відзначився 4-ма голами. Наприкінці грудня 2017 року, по завершенні орендної угоди, залишив команду й повернувся до «Колоса». Дебютував у футболці ковалівського клубу 1 квітня 2018 року в програному (0:1) виїзному поєдинку 25-го туру Першої ліги України в програному (0:1) виїзному поєдинку 25-го туру Першої ліги України проти «Миколаєвав». Владислав вийшов на 52-й хвилині, замінивши Олександра Матвєєва. Наприкінці січня 2019 року продовжив контракт з колосом на 1 рік. Зіграв 5 матчів у Першій лізі за ковалівський клуб, ще 1 поєдинок провів у кубку України. Сезон 2019/20 років розпочав в оренді в «Поділлі», до зупинки чемпіонату встиг зіграти 14 матчів у Другій лізі та 2 поєдинки у кубку України. На початку січня 2020 року «Колос» надав Охрончуку статус вільного агента.
17 березня 2020 року уклав контракт з «Миколаєвом». Дебютував у футболці «корабелів» 5 вересня 2020 року в програному (1:2) виїзному поєдинку 1-го туру Першої ліги проти херсонського «Кристалу». Дебютним голом за «Миколаїв» відзначився 11 жовтня 2020 року на 55-й хвилині переможного (6:1) домашнього поєдинку 6-го туру Першої ліги проти «Гірник-Спорту». Владислав вийшов на поле в стартовому складі та відіграв увесь матч.